# Frederick Robinson (2e marquis de Ripon)
Frederick Oliver Robinson, (29 janvier 1852 - 23 septembre 1923) est un courtisan britannique et un homme politique libéral.

## Jeunesse
Il est le fils unique et le seul enfant survivant de George Robinson, 1er marquis de Ripon et petit-fils du premier ministre Frederick John Robinson. Sa mère est Henrietta Anne Theodosia Vyner, fille de Henry Vyner. Il fait ses études au Collège d'Eton.

## Carrière politique
Il est attaché à la commission britannique envoyée, sous la direction de son père, à Washington pour régler les Réclamations de l'Alabama en 1871. Titré comte de Grey après que son père ait été élevé au rang de marquis en 1871, il entre au Parlement pour Ripon en 1874, un siège qu'il occupe jusqu'en 1880. Ami de longue date du roi Édouard VII en juillet 1901, il est nommé trésorier de la reine Alexandra. Il est fait Chevalier Commandeur de l'Ordre royal de Victoria (KCVO) en décembre 1901 et promu Chevalier Grand croix (GCVO) en 1909. En 1909, il succède à son père comme marquis et prend place à la Chambre des lords.
Il est capitaine du 27th West Riding of Yorkshire Volunteers en 1870, et juge de paix pour les comtés de North et West Ridings et de Liberty of Ripon. Il est également un administrateur de la Wallace Collection et un mécène de la Royal Opera House.

## Sportif
Lord Ripon est un tireur de jeu rapide et précis, qui a tué 28 faisans en soixante secondes en tant qu'invité à une fête de tir dans le domaine de Sandringham House. Il détient également le record du plus grand nombre enregistré d'oiseaux abattus pendant sa vie: 556 000, dont 241 000 faisans.

## Vie privée
Il épouse Constance Gwladys Herbert, fille de Sidney Herbert (1er baron Herbert de Lea) et veuve de St George Lowther (4e comte de Lonsdale), en 1885. Elle est une mécène réputée des arts, amie de nombreux artistes, d'Oscar Wilde et de Nellie Melba. Ils n'ont pas d'enfants. Elle est décédée en octobre 1917, à l'âge de 58 ans. Lord Ripon lui survit pendant près de six ans et est décédé le 22 septembre 1923, à l'âge de 71 ans, après s'être effondré sur Dallowgill Moor près de Studley Royal Park après avoir abattu 52 oiseaux ce matin-là. Il est enterré à St Mary's, Studley Royal le 26 septembre, et à sa mort tous ses titres s'éteignent.
Edith, la grand-mère de l'auteur Barbara Taylor Bradford, travaille comme domestique pour le marquis et vit dans des propriétés qui lui appartiennent. Elle nomme deux de ses enfants illégitimes Freda et Frederick. Le biographe de Taylor Bradford, Piers Dudgeon, a découvert des preuves que leur père est le marquis.